# Babilonia (provincia persiana)
Babilonia fu una satrapia dell'impero achemenide.

## Storia
Nel 539 a.C. Ciro, re dei Persiani, invase Babilonia, sconfiggendo i Babilonesi nella battaglia di Òpis (539 a.C., presso l'omonima località) e conquistando poco dopo Sippara. Nabonido, l'ultimo re dei Babilonesi, fuggì a Babilonia, e due giorni dopo la conquista di Sippara, "i soldati di Ciro entrarono a Babilonia senza neanche combattere." Nabonido venne deposto e Babilonia occupata dalle truppe persiane. Il persiano Gobria fu nominato governatore della provincia di Babilonia.
Ciro rivendicava il titolo di successore legittimo degli antichi re Babilonesi e il vendicatore di Bel-Marduk, che si presumeva fosse infuriato per l'empietà di Nabonido che aveva rimosso le immagini degli dei locali dai loro ancestrali santuari per spostarle a Babilonia. 
L'invasione di Babilonia a opera di Ciro fu senza dubbio facilitata dall'esistenza di discordie interne nello stato babilonese e dalla presenza di popoli costretti a vivere in esilio lontano dalla loro patria come ad esempio gli Ebrei. Uno dei primi atti di Ciro fu quello di permettere a questi esiliati di ritornare nelle loro terre d'origine, portando con sé le loro reliquie e le immagini dei loro dei. In questo modo Ciro ottenne il consenso del popolo e si autoproclamò "Re di Babilonia". Babilonia divenne una satrapia dell'Impero persiano achemenide.
Un anno prima della sua morte, nel 529 a.C., Ciro nominò il figlio Cambise II re di Babilonia, riservandosi per sé il titolo di "re delle (altre) province" dell'Impero. Alla morte di Cambise, salì al trono persiano Dario Istaspe.
Babilonia per un breve periodo recuperò la sua indipendenza sotto Nabucodonosor III (Nidinta-Bel), che regnò dall'ottobre 522 all'agosto 520 a.C., quando i Persiani di Dario posero di nuovo fine all'indipendenza della città. Alcuni anni dopo, probabilmente nel 514 a.C., Babilonia si rivoltò di nuovo sotto Arakha; in questa occasione, dopo che venne riconquistata dai Persiani, le sue mura vennero in parte distrutte.
Nel 331 a.C. Babilonia fu conquistata da Alessandro Magno. Tra il 330 e il 129 a.C., la Babilonia fu dominata dai Seleucidi.
A partire dal 129 a.C., la Babilonia fu sotto il dominio della dinastia partica degli Arsacidi: la cultura babilonese scomparve intorno al I o II secolo d.C.
Vi furono poi brevi periodi di dominazione romana (con le province di Assiria e Mesopotamia, dal 116 al 118).
Il nome della satrapia venne cambiato in Asuristan dai Sasanidi. La regione fu poi interessata dalla conquista islamica degli anni 630.